# Franke Sloothaak
Franke Sloothaak (Heerenveen, Países Bajos, 2 de febrero de 1958) es un jinete alemán que compitió en la modalidad de salto ecuestre. Ha sido bicampeón olímpico y tres veces campeón mundial.
Participó en cuatro Juegos Olímpicos de Verano, entre los años 1984 y 1996, obteniendo en total tres medallas en la prueba por equipos: bronce en Los Ángeles 1984 (junto con Paul Schockemöhle, Peter Luther y Fritz Ligges), oro en Seúl 1988 (con Ludger Beerbaum, Wolfgang Brinkmann y Dirk Hafemeister) y oro en Atlanta 1996 (con Lars Nieberg, Ulrich Kirchhoff y Ludger Beerbaum).
Ganó cuatro medallas en el Campeonato Mundial de Saltos Ecuestres, en los años 1994 y 1998, y dos medallas en el Campeonato Europeo de Saltos Ecuestres, plata en 1991 y bronce en 1985.

## Biografía
Nacido en los Países Bajos, adquirió la nacionalidad alemana en 1979, en la época que entrenaba con el jinete alemán Alwin Schockemöhle, campeón olímpico en 1976.
Su primera participación olímpica fue en Los Ángeles 1984, en donde obtuvo la medalla de bronce con el equipo de Alemania Occidental. En Seúl 1988 se coronó campeón olímpico con el equipo de Alemania Occidental. En su siguiente participación, en Barcelona 1992, quedó en undécimo lugar en la prueba por equipos. En sus cuartos y últimos Juegos, Atlanta 1996, ganó por segunda vez la medalla de oro en la prueba por equipos.
En los Juegos Ecuestres Mundiales obtuvo cuatro medallas, dos de oro en 1994, en las pruebas individual y por equipos, y dos en 1998, oro por equipos y bronce individual.
Compitió en alto rendimiento hasta 2011, posteriormente se dedicó al entrenamiento de jinetes jóvenes.

## Palmarés internacional
| Representando a la RFA   |                              |                   |             |
| Juegos Olímpicos         |                              |                   |             |
| Año                      | Lugar                        | Medalla           | Categoría   |
| 1984                     | Los Ángeles (Estados Unidos) | Medalla de bronce | Por equipos |
| 1988                     | Seúl (Corea del Sur)         | Medalla de oro    | Por equipos |
| Campeonato Europeo       |                              |                   |             |
| Año                      | Lugar                        | Medalla           | Categoría   |
| 1985                     | Dinard (Francia)             | Medalla de bronce | Por equipos |
| Representando a Alemania |                              |                   |             |
| Juegos Olímpicos         |                              |                   |             |
| Año                      | Lugar                        | Medalla           | Categoría   |
| 1996                     | Atlanta (Estados Unidos)     | Medalla de oro    | Por equipos |
| Campeonato Mundial       |                              |                   |             |
| Año                      | Lugar                        | Medalla           | Categoría   |
| 1994                     | La Haya (Países Bajos)       | Medalla de oro    | Individual  |
| 1994                     | La Haya (Países Bajos)       | Medalla de oro    | Por equipos |
| 1998                     | Roma (Italia)                | Medalla de oro    | Por equipos |
| 1998                     | Roma (Italia)                | Medalla de bronce | Individual  |
| Campeonato Europeo       |                              |                   |             |
| Año                      | Lugar                        | Medalla           | Categoría   |
| 1991                     | La Baule (Francia)           | Medalla de plata  | Individual  |